# Bunte Delphin-Bücherei
Unter dem Namen Bunte Bücherei wurden im Delphin-Verlag ab dem Jahre 1960 kleine Naturführer veröffentlicht, die  aufgrund ihrer kindgerechten, aber fachkundigen und präzisen Formulierungen und bildlichen Ausstattung beliebt wurden. Für die Generation der um 1960 Geborenen („Baby-Boomer“-Generation) führten sie zu Grundlagenwissen über die Natur. Für etwa 3–4 DM waren sie auch mit Taschengeld zu bezahlen. Damals waren erschwingliche Bücher mit dem seinerzeit noch relativ teuren Farbdruck eine Neuheit.
Die kartonierten Büchlein im kleinen Taschenbuchformat von 15 cm (Höhe) × 10 cm (Breite) umfassten jeweils etwa 160 Seiten auf robustem Papier und wiesen neben wenigen Fotos hauptsächlich handgezeichnete farbige Illustrationen auf. Durchgehend mit Farbfotos illustriert waren u. a. die Bände über Schmetterlinge, Wild- und Alpenblumen. Der Band über den Mond (Nr. 20) war der einzige „gemischt“ illustrierte Band mit Schwarzweißfotos und Farbzeichnungen.
Übernommen wurden die Titel z. B. von:
St. Martin’s Press (Golden Guides) / USA

Piccole guide Mondadori / Italien

Le petite Guide Hachette / Frankreich

## Geschichte
Zunächst erschienen bis 1973 insgesamt 25 Bände (Serie mit Cover ohne Umrandung), unter anderem über Tiere, Pflanzen, Fossilien, Astronomie und einige andere Themen (Auflistung unten). In der Serie wurden zum Teil Titel der amerikanischen Buchreihe „Golden Guides“ (anfänglich „Golden Nature Guides“) übernommen. Der Autor vieler dieser Büchlein war der New Yorker Herbert Zim, der mit für amerikanische Wissenschaftler typisch klaren und exakten Worten auch schwierige Zusammenhänge, zum Beispiel aus dem Bereich der Astronomie, erklären konnte.
Ende der 1970er Jahre wurde die Reihe auf insgesamt 40 Titel erweitert. Das Cover bekam eine rote Umrandung. Die Büchlein wurden einige Male neu aufgelegt, auch die älteren Bände im neuen Aussehen, und waren bis in die 1980er Jahre erhältlich. Das amerikanische Vorbild wurde 2001 unter dem Namen „Golden Guides by St. Martin’s Press“ wieder veröffentlicht.
Einige Bände der Reihe wurden in Lizenz durch den Buch- und Zeit-Verlag herausgegeben, so z. B. Sterne (Sonderausgabe 1988; ISBN 3-7735-7880-6) und Kräuter und Gewürze von Julia Morton (Sonderausgabe 1988, ISBN 3-7735-7886-5).

## Titel
| Band Nr. | Titel                                                        | Abbildungen | Erstveröffentlichung              |
| -------- | ------------------------------------------------------------ | ----------- | --------------------------------- |
| 1        | Vögel – Europäische Arten                                    | 120         | 1966                              |
| 2        | Schmetterlinge – Europäische Arten                           | 250         | 1963, dt. 1967                    |
| 3        | Wildblumen – Europäische Arten                               | 150         | 1963, dt. 1967                    |
| 4        | Steine und Mineralien                                        | 400         | 1957, dt. 1967                    |
| 5        | Tierkunde – Einführung in die Zoologie                       | 450         | 1958                              |
| 6        | Sterne – Einführung in die Astronomie                        | 450         |                                   |
| 7        | Süßwasserfische und Sportfischerei am Süßwasser              | 150         | 1963, dt. 1967                    |
| 8        | Wild – Europäische Jagdtiere                                 | 70          | 1964, dt. 1967                    |
| 9        | Kochen – schnell, gut, französisch                           |             | 1963, dt. 1968                    |
| 10       | Bäume – Einheimische und fremde Arten                        | 120         | 1964, dt. 1968                    |
| 11       | Meeresfische und Sportfischerei am Meer                      | 80          | 1964, dt. 1968                    |
| 12       | Pilze – Europäische Arten                                    | 120         | 1964                              |
| 13       | Heilpflanzen – Einheimische und fremde Arten                 |             | 1964, dt. 1969                    |
| 14       | Zimmerpflanzen und Kakteen                                   | 190         |                                   |
| 15       | Schönheitspflege und Gymnastik                               |             |                                   |
| 16       | Meeresufer – Flora und Fauna der europäischen Küsten         | 470         | 1955, dt. 1969                    |
| 17       | Zootiere – Säugetiere, Vögel, Reptilien und Amphibien        | 450         | 1967, dt. 1970                    |
| 18       | Hunderassen – Eigenschaften und Merkmale                     |             | 1970                              |
| 19       | Alpenblumen – blühende Berggewächse Mitteleuropas            | 130         | 1967, dt. 1970                    |
| 20       | Der Mond. Wissen und Erforschung, vom Altertum bis Apollo 11 | 400         | 1968, dt. 1970 2. erg. Aufl. 1971 |
| 21       | Blütenlose Pflanzen                                          | 480         |                                   |
| 22       | Himmelskunde und Himmelsbeobachtung                          | 90          |                                   |
| 23       | Fossilien – Urkunden der Erdgeschichte                       | 450         | 1962, dt. 1972                    |
| 24       | Orchideen – Wildwachsende Arten aus aller Welt               | 420         | 1970, dt. 1973                    |
| 25       | Säugetiere. Wildlebende europäische Arten                    | 200         | 1968, dt. 1973                    |
| 26       | Europäische Vogelwelt                                        |             |                                   |
| 27       | Höhlen und Höhlenkunde                                       | 450         | 1975                              |
| 28       | Muscheln und Schnecken des Meeres                            |             |                                   |
| 29       | Tropische Blumen                                             |             |                                   |
| 30       | Leben und Umwelt. Einführung in die Ökologie                 | 150         |                                   |
| 31       | Kräuter und Gewürze                                          |             |                                   |
| 32       | Katzen. Rassestandards und Haltung im Haus                   | 100         | 1979                              |
| 33       | Aquarienfische – tropische Arten und ihre Haltung            | 120         | 1979                              |
| 34       | Der menschliche Körper                                       | 240         | 1979                              |
| 35       | Pferde und Ponys                                             | 120         | 1980                              |
| 36       | Blühende Sträucher und Bäume im Garten                       |             | 1980                              |
| 37       | Greifvögel und Eulen                                         | 140         | 1980                              |
| 38       | Gartenblumen – Sommerblumen und Stauden                      | 140         | 1980                              |
| 39       | Rosen – Sorten, Pflege und Zucht                             |             | 1979                              |
| 40       | Der Mensch der Vorgeschichte                                 |             | 1981                              |